# Ira Oberberg
Ira Oberberg, de son nom de naissance Ira Bugajenko-Oberberg (née le 23 mai 1918 à Moscou) est une monteuse allemande.

## Biographie
Elle est la fille d'un réalisateur et d'une actrice, demi-sœur du directeur de la photographie Igor Oberberg, et arrive en Allemagne avec lui en avril 1919. À partir de 1937, elle travaille comme bénévole et assistante dans le montage de films.
Début 1941, elle remplace un collègue malade pour la version finale du film Le Musicien errant. Elle est monteuse plusieurs fois jusqu'à la fin de la Seconde Guerre mondiale, principalement chez Terra Filmkunst. Après la guerre, en dehors de la production autrichienne de L'Or blanc (1949), elle n'est employée qu'occasionnellement comme assistante.
Ce n'est qu'en 1952 qu'elle travaille régulièrement pour l'industrie cinématographique allemande, plusieurs fois pour des films du réalisateur Alfred Vohrer et pour le producteur Artur Brauner. Elle travaille pour la dernière fois pour la télévision en 1967.

## Filmographie
- 1941 : Himmelhunde (de)
- 1942 : Der Seniorchef
- 1943 : Liebespremiere
- 1944 : Der grüne Salon
- 1944 : Tierarzt Dr. Vlimmen
- 1944 : Der verzauberte Tag (de)
- 1949 : L'Or blanc
- 1953 : Hab' Sonne im Herzen (de)
- 1953 : Knall und Fall als Detektive (de)
- 1953 : Le Chemin sans retour
- 1954 : Ça commence par un péché
- 1954 : Double destin
- 1955 : Dans tes bras
- 1955 : Liebe ohne Illusion (de)
- 1955 : Les Rats
- 1955 : Du darfst nicht länger schweigen (de)
- 1955 : Die Försterbuben (de)
- 1956 : Mein Vater, der Schauspieler
- 1956 : Liebe
- 1956 : Un cœur rentre à la maison (de)
- 1957 : Siebenmal in der Woche (de)
- 1957 : Vacances au Tyrol (de)
- 1958 : Jeunes filles en uniforme
- 1958 : Der Mann im Strom
- 1958 : Meine 99 Bräute (de)
- 1959 : La Rage de vivre
- 1959 : Mademoiselle Ange
- 1960 : Ich schwöre und gelobe (de)
- 1960 : Les Mystères d'Angkor
- 1960 : Bis dass das Geld Euch scheidet … (de)
- 1961 : Les Fiancées d'Hitler (de)
- 1961 : Les Mystères de Londres
- 1961 : Unser Haus in Kamerun (de)
- 1962 : Agence matrimoniale Aurora
- 1962 : Das Mädchen und der Staatsanwalt
- 1962 : Sherlock Holmes et le Collier de la mort
- 1963 : Moral 63 (de)
- 1963 : Jack und Jenny (de)
- 1966 : Der Mann, der sich Abel nannte (TV)
- 1967 : Die Mission (TV)